# Coeficiente de Wilks
O Coeficiente de Wilks ou Fórmula de Wilks é utilizado para calcular a força de um atleta de levantamento de peso básico (powerlifter) contra outros levantadores, apesar dos diferentes pesos corporais entre os competidores. Robert Wilks, CEO da Powerlifting Austrália, é o autor da fórmula.

## Equação
A seguinte equação é utilizada para calcular o Coeficiente de Wilks. O peso total levantado é multiplicado pelo Coeficiente para encontrar a quantidade padrão levantada normalizada em todos os pesos:
O coeficiente é expresso por:
{\displaystyle {\textit {Coeff}}={\frac {500}{a+bx+cx^{2}+dx^{3}+ex^{4}+fx^{5}}}}
onde {\displaystyle x} é o peso do levantador em quilogramas
Os coeficientes para os homens são:

a=-216.0475144

b=16.2606339

c=-0.002388645

d=-0.00113732

e=7.01863 E-06

f=-1.291 E-08

Os coeficientes para as mulheres são:

a=594.31747775582

b=-27.23842536447

c=0.82112226871

d=-0.00930733913

e=4.731582 E-05

f=-9.054 E-08

## Validade
Um artigo de jornal foi escrito para a validação da fórmula. Baseado nos recordistas mundiais homens e mulheres e nos dois melhores desempenhos de cada evento em 1996 e 1997 do campeonato mundial da federação internacional de powerlifting (um total de 30 homens e 27 mulheres para cada levantamento), ele concluiu:
- Não há viés para o supino em homens ou mulheres e total;
- Há um viés favorável para levantadores de classes intermediárias no agachamento feminino, mas não há viés para o agachamento masculino;
- Há um viés desfavorável linear para os homens e mulheres mais pesados no levantamento terra.

## Exemplo
A função principal da fórmula Wilks está envolvida nos concursos de Powerlifting. Ela é usada para identificar os melhores atletas nas diferentes categorias de peso e também pode ser usada para comparar atletas do sexo masculino e feminino, pois existem fórmulas para ambos os sexos. O primeiro, segundo e terceiro lugares no pódio, dentro de sua própria idade, peso corporal e gênero são atribuídos aos concorrentes que levantarem mais peso, respectivamente. Quando dois levantadores em uma categoria levantam o mesmo total combinado de peso, o levantador mais leve é determinado o vencedor.
A fórmula Wilks entra em jogo quando se comparam e determinam campeões gerais nas diversas categorias. A fórmula também pode ser usada em competições de equipe e de handicap, onde a equipe inclui levantadores de diferentes pesos corporais. A fórmula Wilks, assim como seus antecessores (as fórmulas O'Carroll e Schwartz), foi criada para corrigir os desequilíbrios em que os atletas mais leves tendem a ter uma maior relação entre força e peso, com os levantadores mais leves tendendo a levantar mais peso em relação ao seu próprio peso corporal. Isso ocorre por uma série de razões relativas à física simples, à natureza da composição e limitações do sistema esquelético e muscular humano, bem como às alavancas mais curtas de indivíduos menores. Levantadores mais leves inferiores a 100 kg de peso corporal podem atingir totais superiores à dez vezes o seu peso corporal enquanto levantadores mais pesados não. O sistema Wilks é essencialmente um processo de handicap que fornece um método estatístico ajustado para comparar todos os levantadores de diferentes classes e grupos em pé de igualdade e faz provisões para as disparidades.
De acordo com esta configuração, um atleta do sexo masculino pesando 320 libras levantando um total de 1400 libras teria um peso elevado normalizado de 353,0, e um atleta pesando 200 libras e levantando um total de 1000 libras teria um peso elevado normalizado de 288,4. Assim, o levantador 320 libras iria ganhar esta competição. Notavelmente, o levantador mais leve é realmente mais forte para o seu peso corporal, com um total de 5 vezes o seu próprio peso, enquanto o levantador mais pesado conseguiu apenas 4,375 vezes seu próprio peso corporal. Desta forma, o Coeficiente Wilks coloca uma maior ênfase na força absoluta, em vez de classificar levantadores exclusivamente com base na força relativa (em relação ao peso corporal). Isso cria uma situação de igualdade entre o levantador leve e pesado—os atletas mais leves tendem a ter um maior nível de força relativa em comparação com os levantadores pesados, que tendem a ter maior força absoluta.